# Ai de Mim
"Ai de Mim" é uma canção da banda brasileira OutroEu com participação da cantora brasileira Sandy. Foi lançada como segundo single do álbum de estreia autointitulado da banda em novembro de 2017. A canção é uma combinação de folk e folk rock e foi composta pelos músicos Mike Tulio, Bernardo Martins e Jullie.

## Antecedentes e lançamento
A banda OutroEu fez uma audição para o reality show de bandas Superstar em abril de 2016, apresentando a canção autoral "Coisa de Casa". Eles bateram o recorde de votos da temporada, com 93% de aprovação do público e terminaram a competição no terceiro lugar. Durante o programa, os músicos da OutroEu tiveram algum contato com a então jurada Sandy e apresentaram a ela a canção "Ai de Mim", sugerindo uma parceria. Sandy disse que aceitou o convite "na hora".
O convite surgiu nos bastidores do Superstar [...] no final de um dos programas, a gente esbarrou com a Sandy; eu [já] tinha essa música há algum tempo e pensei: 'seria legal se fosse com a Sandy'.— Mike Tulio
Ainda em 2016, assinaram um contrato com o selo indie da gravadora Som Livre, a SLAP. Em abril de 2017, lançaram seu álbum de estreia, OutroEu, composto por 11 canções, sendo que algumas já haviam sido apresentadas pelo grupo no Superstar e em live sessions em seu canal no YouTube. "Coisa de Casa" foi lançada como primeiro single do álbum em janeiro de 2017 e também deu origem ao primeiro videoclipe da banda.
Mesmo antes de ser lançada como single, a canção "Ai de Mim", um dueto com Sandy, começou a ganhar destaque e atingiu a marca de 1 milhão de execuções no Spotify em dois meses. Em outubro de 2017, foi lançada a novela das nove O Outro Lado do Paraíso, da TV Globo, cuja trilha sonora, lançada no mês seguinte, apresenta "Ai de Mim". A popularidade da música começou a crescer ainda mais e ela foi lançada digitalmente como single em novembro de 2017, servindo como segundo single do álbum de estreia da banda.

## Videoclipe
O videoclipe de "Ai de Mim" foi dirigido por Philippe Noguchi e lançado em 4 de abril de 2018. As gravações aconteceram em quatro locações em São Paulo: um quarto, um lago, uma praia e um descampado. Noguchi buscou inspiração no surrealismo contemporâneo; além de referências cinematográficas como "Aviation" e "Everything You’ve Come To Expect", da banda The Last Shadow Puppets e "Hunger of the Pine", do grupo britânico Alt-J. A ideia de Noguchi foi "contar uma história de transformação e liberdade, com uma proposta estética original e inédita." A revista Quem descreveu o visual de Sandy no clipe como "bem sexy, com cabelos molhados e um vestido transparente." Quem propôs a gravação de um clipe para a canção foi Sandy. Mike comentou a gravação dizendo: "Conversamos muito no set e ela até maquiou a gente para a gravação."